# بنتون (آرکانزاس)
بنتون (آرکانزاس) (به انگلیسی: Benton, Arkansas) یک شهر در ایالات متحده آمریکا با جمعیت ۳۰٬۶۸۱ نفر است که در آرکانزاس واقع شده‌است.

## موقعیت جغرافیایی
موقعیت جغرافیایی شهرها و مناطق اطراف به شرح زیر است: